# EuroCoupe de basket-ball 2013-2014
Navigation
Édition précédente Édition suivante
L’EuroCoupe de basket-ball 2013-2014 est la douzième édition de l'Eurocoupe, la deuxième plus importante compétition de clubs dans la hiérarchie du basket-ball européen, après l'Euroligue.
Le format de cette compétition change cette saison avec le passage de 32 à 48 équipes participantes (réparties en huit groupes de six lors de la première phase) et la constitution de deux conférences (est et ouest) basées sur des aspects géographiques afin de limiter les déplacements.
Les trois premières équipes de chaque groupe de la phase régulière sont qualifiées pour le tour suivant. À ces vingt-quatre formations s'ajoutent les huit équipes participantes à l'Euroligue mais non qualifiées pour le Top 32.
Le vainqueur de cette compétition est automatiquement qualifié pour la saison 2014-2015 de l'Euroligue.

## Les équipes
48 équipes participent à la saison régulière de l'Eurocoupe, 41 d'entre elles ont accédé directement à ce stade avec les sept perdants des qualifications de l'Euroligue.
| Répartition par pays des 48 équipes de l'EuroCoupe 2013-2014 | Répartition par pays des 48 équipes de l'EuroCoupe 2013-2014 | Répartition par pays des 48 équipes de l'EuroCoupe 2013-2014                     | Répartition par pays des 48 équipes de l'EuroCoupe 2013-2014                     | Répartition par pays des 48 équipes de l'EuroCoupe 2013-2014                     | Répartition par pays des 48 équipes de l'EuroCoupe 2013-2014                     | Répartition par pays des 48 équipes de l'EuroCoupe 2013-2014                     |
| Ligue                                                        | Équipes                                                      | Équipes (place dans le championnat national lors de la saison régulière 2012-13) | Équipes (place dans le championnat national lors de la saison régulière 2012-13) | Équipes (place dans le championnat national lors de la saison régulière 2012-13) | Équipes (place dans le championnat national lors de la saison régulière 2012-13) | Équipes (place dans le championnat national lors de la saison régulière 2012-13) |
| ------------------------------------------------------------ | ------------------------------------------------------------ | -------------------------------------------------------------------------------- | -------------------------------------------------------------------------------- | -------------------------------------------------------------------------------- | -------------------------------------------------------------------------------- | -------------------------------------------------------------------------------- |
| BBL                                                          | 5                                                            | Oldenburg (2)                                                                    | Ratiopharm Ulm (3)                                                               | ALBA Berlin (5)                                                                  | Artland Dragons (6)                                                              | Telekom Baskets Bonn (7)                                                         |
| Pro A                                                        | 5                                                            | Gravelines-Dunkerque (1)                                                         | Lyon-Villeurbanne (3)                                                            | Chalon-sur-Saône (4)                                                             | Le Mans (6)                                                                      | Paris-Levallois (12)                                                             |
| Serie A                                                      | 4                                                            | Varese (1)                                                                       | Sassari (2)                                                                      | Virtus Rome (3)                                                                  | Cantù (7)                                                                        |                                                                                  |
| Ligue VTB                                                    | 4                                                            | BC Khimki Moscou (2)                                                             | Spartak St-Pétersbourg (3)                                                       | UNICS Kazan (6)                                                                  | BK Nijni Novgorod (8)                                                            |                                                                                  |
| TBL                                                          | 4                                                            | Bandırma Banvit (3)                                                              | Pınar Karşıyaka (5)                                                              | Beşiktaş JK (6)                                                                  | TED Ankara Kolejliler (7)                                                        |                                                                                  |
| Ethias                                                       | 3                                                            | Telenet Oostende (1)                                                             | Spirou Charleroi (2)                                                             | Belfius Mons-Hainaut (3)                                                         |                                                                                  |                                                                                  |
| Liga ACB                                                     | 3                                                            | Valencia Basket (4)                                                              | Basket Zaragoza (5)                                                              | Gescrap Bilbao Basket (6)                                                        |                                                                                  |                                                                                  |
| A-1 Liga                                                     | 2                                                            | KK Cibona (1)                                                                    | KK Cedevita (3)                                                                  |                                                                                  |                                                                                  |                                                                                  |
| ESAKE                                                        | 2                                                            | Paniónios BC (3)                                                                 | PAOK Salonique (4)                                                               |                                                                                  |                                                                                  |                                                                                  |
| Ligat Winner                                                 | 2                                                            | Maccabi Haïfa (2)                                                                | Hapoël Jérusalem (5)                                                             |                                                                                  |                                                                                  |                                                                                  |
| Premijer liga                                                | 1                                                            | KK Igokea (1)                                                                    |                                                                                  |                                                                                  |                                                                                  |                                                                                  |
| NBL                                                          | 1                                                            | Lukoil Academic Sofia (1)                                                        |                                                                                  |                                                                                  |                                                                                  |                                                                                  |
| KML                                                          | 1                                                            | BC Kalev (1)                                                                     |                                                                                  |                                                                                  |                                                                                  |                                                                                  |
| Koriisliga                                                   | 1                                                            | Loimaan Korikonkarit (1)                                                         |                                                                                  |                                                                                  |                                                                                  |                                                                                  |
| NBI/A                                                        | 1                                                            | Alba Fehérvár (1)                                                                |                                                                                  |                                                                                  |                                                                                  |                                                                                  |
| LBL                                                          | 1                                                            | VEF Riga (1)                                                                     |                                                                                  |                                                                                  |                                                                                  |                                                                                  |
| LKL                                                          | 1                                                            | Klaipėdos Neptūnas (4)                                                           |                                                                                  |                                                                                  |                                                                                  |                                                                                  |
| Prva Liga                                                    | 1                                                            | KK MZT Skopje (1)                                                                |                                                                                  |                                                                                  |                                                                                  |                                                                                  |
| Opportunity Liga                                             | 1                                                            | Budućnost Voli (1)                                                               |                                                                                  |                                                                                  |                                                                                  |                                                                                  |
| NBL                                                          | 1                                                            | ČEZ Basketball Nymburk (1)                                                       |                                                                                  |                                                                                  |                                                                                  |                                                                                  |
| RBD                                                          | 1                                                            | CSU Asesoft Ploiești (3)                                                         |                                                                                  |                                                                                  |                                                                                  |                                                                                  |
| NSL                                                          | 1                                                            | KK Radnički Kragujevac (5)                                                       |                                                                                  |                                                                                  |                                                                                  |                                                                                  |
| SKL                                                          | 1                                                            | Union Olimpija (2)                                                               |                                                                                  |                                                                                  |                                                                                  |                                                                                  |
| Superleague                                                  | 1                                                            | Khimik Youjne (4)                                                                |                                                                                  |                                                                                  |                                                                                  |                                                                                  |

WC = Wild-card

En gras les équipes reversées d'Euroligue.
|  | Vainqueur                           |
|  | Finaliste                           |
|  | Éliminés en demi-finale             |
|  | Éliminés en quarts de finale        |
|  | Éliminés lors du Last 16            |
|  | Éliminés lors de la phase régulière |

## Compétition

### Tirage au sort
Le tirage au sort de l'EuroCoupe 2013-14 a eu lieu le samedi 5 octobre, après la phase de qualification de l'Euroligue.
Les équipes ont été réparties en deux conférences géographiques avec 24 formations et 4 groupes chacune. Les équipes de chaque conférence ont été placées dans des pots de quatre équipes en conformité avec le classement FIBA du club, en fonction de leurs performances dans les compétitions européennes pendant une période de trois ans.
Deux équipes d'un même pays ne peuvent pas être tirées ensemble dans le même groupe pour la saison régulière, sauf les équipes françaises et allemandes du fait de la présence de cinq représentants dans la même conférence. Les équipes de la Liga ABA (rassemblant les clubs de Serbie, Croatie, Slovénie, Monténégro, Macédoine et Bosnie-Herzégovine) sont considérées comme des équipes d'un même pays.

### Chapeaux
| Pot 1                                                         | Pot 2                                            | Pot 3                       | Pot 4                                                                      | Pot 5                                                              | Pot 6                                                                      |
| ------------------------------------------------------------- | ------------------------------------------------ | --------------------------- | -------------------------------------------------------------------------- | ------------------------------------------------------------------ | -------------------------------------------------------------------------- |
| Valencia Basket ALBA Berlin Gescrap Bilbao Basket ČEZ Nymburk | KK Cedevita Union Olimpija Basket Zaragoza Cantù | Rome Sassari Varese Le Mans | Spirou Basket Club Lyon-Villeurbanne Telenet Oostende Belfius Mons-Hainaut | Ratiopharm Ulm Cibona Zagreb Gravelines-Dunkerque Chalon-sur-Saône | Paris-Levallois Artland Dragons EWE Baskets Oldenburg Telekom Baskets Bonn |

| Pot 1                                                                      | Pot 2                                                         | Pot 3                                                        | Pot 4                                                     | Pot 5                                                                    | Pot 6                                                            |
| -------------------------------------------------------------------------- | ------------------------------------------------------------- | ------------------------------------------------------------ | --------------------------------------------------------- | ------------------------------------------------------------------------ | ---------------------------------------------------------------- |
| UNICS Kazan BC Khimki Moscou Spartak St-Pétersbourg KK Budućnost Podgorica | BK Nijni Novgorod Bandırma Banvit Beşiktaş JK Pınar Karşıyaka | TED Ankara Kolejliler VEF Riga Hapoël Jérusalem Paniónios BC | PAOK Salonique Maccabi Haïfa Klaipėdos Neptūnas KK Igokea | KK Radnički Kragujevac KK MZT Skopje Khimik Youjne Lukoil Academic Sofia | BC Kalev Loimaan Korikonkarit Alba Fehérvár CSU Asesoft Ploiești |

### Phase régulière

#### Groupe A
| Rang | Équipe           | Pts | J  | G | P | Pp  | Pc  | Diff |  | Résultats (dom.\ext.) |       |       |       |       |        |       |
| ---- | ---------------- | --- | -- | - | - | --- | --- | ---- |  | --------------------- | ----- | ----- | ----- | ----- | ------ | ----- |
| 1    | FoxTown Cantù    | 18  | 10 | 8 | 2 | 832 | 746 | 86   |  | ČEZ Nymburk           |       | 86-74 | 69-71 | 73-51 | 84-76  | 86-70 |
| 2    | Telenet Oostende | 18  | 10 | 8 | 2 | 768 | 752 | 16   |  | Cantù                 | 88-73 |       | 88-86 | 83-58 | 92-68  | 88-86 |
| 3    | ČEZ Nymburk      | 16  | 10 | 6 | 4 | 789 | 736 | 53   |  | Le Mans               | 81-74 | 65-77 |       | 65-77 | 53-64  | 65-44 |
| 4    | Le Mans          | 15  | 10 | 5 | 5 | 719 | 718 | 1    |  | Telenet Oostende      | 90-83 | 77-75 | 79-70 |       | 77-75  | 87-71 |
| 5    | Artland Dragons  | 12  | 10 | 2 | 8 | 721 | 820 | -99  |  | Cibona Zagreb         | 77-84 | 79-86 | 76-78 | 82-85 |        | 77-87 |
| 6    | Cibona Zagreb    | 11  | 10 | 1 | 9 | 770 | 827 | -57  |  | Artland Dragons       | 58-77 | 68-81 | 67-79 | 69-84 | 101-96 |       |

Victoire 81-74 (69-69) de Le Mans contre ČEZ Nymburk après une prolongation.
Victoire 88-86 (77-77) de FoxTown Cantù contre Le Mans après une prolongation.

#### Groupe B
| Rang | Équipe                    | Pts | J  | G | P | Pp  | Pc  | Diff |  | Résultats (dom.\ext.)     |        |       |       |       |        |       |
| ---- | ------------------------- | --- | -- | - | - | --- | --- | ---- |  | ------------------------- | ------ | ----- | ----- | ----- | ------ | ----- |
| 1    | Sassari                   | 17  | 10 | 7 | 3 | 866 | 817 | 49   |  | Gescrap Bilbao Basket     |        | 82-77 | 91-93 | 98-71 | 77-67  | 90-84 |
| 2    | Cedevita Zagreb           | 16  | 10 | 6 | 4 | 797 | 760 | 37   |  | Cedevita Zagreb           | 89-79  |       | 94-83 | 88-75 | 75-71  | 64-72 |
| 3    | Gescrap Bilbao Basket     | 15  | 10 | 5 | 5 | 855 | 826 | 29   |  | Sassari                   | 94-100 | 77-68 |       | 94-78 | 102-87 | 91-93 |
| 4    | EWE Baskets Oldenburg     | 15  | 10 | 5 | 5 | 789 | 797 | -8   |  | Belgacom Spirou Charleroi | 79-73  | 64-72 | 68-63 |       | 59-83  | 53-70 |
| 5    | Chalon-sur-Saône          | 14  | 10 | 4 | 6 | 779 | 786 | -7   |  | Chalon-sur-Saône          | 81-79  | 65-80 | 80-82 | 91-77 |        | 71-82 |
| 6    | Belgacom Spirou Charleroi | 13  | 10 | 3 | 7 | 706 | 806 | -100 |  | EWE Baskets Oldenburg     | 91-86  | 92-90 | 77-96 | 74-82 | 73-83  |       |

Victoire 94-100 (82-82) de Bilbao contre Sassari après une prolongation.
Victoire 92-90 (79-79) de EWE Baskets Oldenburg contre Cedevita Zagreb après une prolongation.

#### Groupe C
| Rang | Équipe             | Pts | J  | G | P | Pp  | Pc  | Diff |  | Résultats (dom.\ext.) |       |       |       | L     |       | P     |
| ---- | ------------------ | --- | -- | - | - | --- | --- | ---- |  | --------------------- | ----- | ----- | ----- | ----- | ----- | ----- |
| 1    | Olimpija Ljubljana | 17  | 10 | 7 | 3 | 743 | 698 | 45   |  | Valencia Basket       |       | 91-93 | 98-64 | 97-70 | 88-74 | 98-52 |
| 2    | Ratiopharm Ulm     | 17  | 10 | 7 | 3 | 761 | 745 | 16   |  | Olimpija Ljubljana    | 67-64 |       | 67-59 | 86-48 | 74-61 | 74-66 |
| 3    | Valencia Basket    | 16  | 10 | 6 | 4 | 875 | 721 | 154  |  | Varese                | 62-94 | 82-83 |       | 78-85 | 77-78 | 77-71 |
| 4    | Paris Levallois    | 14  | 10 | 4 | 6 | 687 | 733 | -46  |  | Lyon Villeurbanne     | 79-76 | 64-56 | 83-80 |       | 60-78 | 72-74 |
| 5    | Lyon Villeurbanne  | 14  | 10 | 4 | 6 | 706 | 794 | -88  |  | Ratiopharm Ulm        | 92-84 | 83-80 | 75-86 | 86-80 |       | 56-48 |
| 6    | Varese             | 12  | 10 | 2 | 8 | 730 | 811 | -81  |  | Paris Levallois       | 68-85 | 80-63 | 77-65 | 83-65 | 68-78 |       |

Victoire 74-66 (63-63) de Olimpija Ljubljana contre Paris Levallois après une prolongation.
Victoire 82-83 (71-71) de Olimpija Ljubljana contre Varese après une prolongation.

#### Groupe D
| Rang | Équipe               | Pts | J  | G | P | Pp  | Pc  | Diff |  | Résultats (dom.\ext.) | A     |         |       |       |       | T     |
| ---- | -------------------- | --- | -- | - | - | --- | --- | ---- |  | --------------------- | ----- | ------- | ----- | ----- | ----- | ----- |
| 1    | ALBA Berlin          | 18  | 10 | 8 | 2 | 749 | 669 | 80   |  | ALBA Berlin           |       | 71-68   | 84-81 | 81-46 | 70-59 | 76-61 |
| 2    | Gravelines Dunkerque | 16  | 10 | 6 | 4 | 749 | 690 | 59   |  | Basket Zaragoza       | 75-50 |         | 74-68 | 73-56 | 86-73 | 71-60 |
| 3    | Basket Zaragoza      | 16  | 10 | 6 | 4 | 803 | 719 | 84   |  | Virtus Rome           | 85-71 | 83-81   |       | 60-61 | 69-75 | 75-85 |
| 4    | Telekom Baskets Bonn | 15  | 10 | 5 | 5 | 785 | 805 | -20  |  | Belfius Mons-Hainaut  | 57-77 | 65-104  | 76-88 |       | 53-85 | 91-90 |
| 5    | Virtus Rome          | 13  | 10 | 3 | 7 | 761 | 777 | -16  |  | Gravelines Dunkerque  | 72-83 | 85-67   | 74-64 | 75-52 |       | 74-66 |
| 6    | Belfius Mons-Hainaut | 12  | 10 | 2 | 8 | 620 | 807 | -187 |  | Telekom Baskets Bonn  | 65-86 | 108-104 | 96-88 | 74-63 | 80-77 |       |

Victoire 91-90 (78-78) de Mons-Hauinaut contre Bonn après une prolongation.
Victoire 96-88 (83-83) de Bonn contre Virtus Rome après une prolongation.

#### Groupe E
| Rang | Équipe                | Pts | J  | G | P | Pp  | Pc  | Diff |  | Résultats (dom.\ext.) |       |        |       |       |       |       |
| ---- | --------------------- | --- | -- | - | - | --- | --- | ---- |  | --------------------- | ----- | ------ | ----- | ----- | ----- | ----- |
| 1    | BC Khimki Moscou      | 19  | 10 | 9 | 1 | 870 | 751 | 119  |  | BC Khimki Moscou      |       | 80-66  | 85-73 | 80-67 | 83-55 | 89-97 |
| 2    | Hapoël Jérusalem      | 16  | 10 | 6 | 4 | 777 | 767 | 10   |  | Pınar Karşıyaka       | 76-95 |        | 81-80 | 90-60 | 84-69 | 91-87 |
| 3    | Pınar Karşıyaka       | 15  | 10 | 5 | 5 | 805 | 806 | -1   |  | Hapoël Jérusalem      | 80-87 | 79-75  |       | 85-71 | 84-76 | 82-80 |
| 4    | Lukoil Academic Sofia | 14  | 10 | 4 | 6 | 728 | 756 | -28  |  | KK Igokea             | 86-91 | 110-98 | 67-74 |       | 74-61 | 77-84 |
| 5    | CSU Asesoft Ploiești  | 13  | 10 | 3 | 7 | 794 | 832 | -38  |  | Lukoil Academic Sofia | 79-85 | 74-64  | 76-63 | 61-70 |       | 92-77 |
| 6    | KK Igokea             | 13  | 10 | 3 | 7 | 746 | 808 | -62  |  | CSU Asesoft Ploiești  | 72-95 | 72-80  | 69-77 | 84-74 | 72-85 |       |

Victoire 80-87 (68-68, 76-76) de BC Khimki Moscou contre l'Hapoël Jérusalem après deux prolongations.
Victoire 86-91 (69-69) de BC Khimki Moscou contre KK Igokea après une prolongation.
Victoire 110-98 (74-74, 87-87) de KK Igokea contre Pınar Karşıyaka après deux prolongations.

#### Groupe F
| Rang | Équipe                 | Pts | J  | G | P | Pp  | Pc  | Diff |  | Résultats (dom.\ext.)  |       |       |       |       |       |       |
| ---- | ---------------------- | --- | -- | - | - | --- | --- | ---- |  | ---------------------- | ----- | ----- | ----- | ----- | ----- | ----- |
| 1    | BK Nijni Novgorod      | 18  | 10 | 8 | 2 | 809 | 705 | 104  |  | KK Budućnost Podgorica |       | 88-91 | 80-73 | 69-75 | 91-87 | 67-61 |
| 2    | Khimik Youjne          | 16  | 10 | 6 | 4 | 786 | 732 | 54   |  | BK Nijni Novgorod      | 83-62 |       | 87-92 | 87-53 | 86-66 | 82-64 |
| 3    | TED Ankara Kolejliler  | 16  | 10 | 6 | 4 | 788 | 774 | 14   |  | TED Ankara Kolejliler  | 81-75 | 72-73 |       | 84-65 | 60-84 | 84-64 |
| 4    | PAOK Salonique         | 15  | 10 | 5 | 5 | 697 | 752 | -55  |  | PAOK Salonique         | 85-84 | 52-60 | 75-77 |       | 77-69 | 68-64 |
| 5    | KK Budućnost Podgorica | 13  | 10 | 3 | 7 | 772 | 802 | -30  |  | Khimik Youjne          | 84-76 | 78-76 | 79-81 | 70-58 |       | 81-52 |
| 6    | Alba Fehérvár          | 12  | 10 | 2 | 8 | 720 | 807 | -87  |  | Alba Fehérvár          | 82-80 | 78-84 | 92-84 | 88-89 | 75-88 |       |

Victoire 88-91 (79-79) de BK Nijni Novgorod contre KK Budućnost Podgorica après une prolongation.

#### Groupe G
| Rang | Équipe          | Pts | J  | G  | P | Pp  | Pc  | Diff |  | Résultats (dom.\ext.) |       |       |       |       |       |       |
| ---- | --------------- | --- | -- | -- | - | --- | --- | ---- |  | --------------------- | ----- | ----- | ----- | ----- | ----- | ----- |
| 1    | UNICS Kazan     | 20  | 10 | 10 | 0 | 837 | 625 | 212  |  | UNICS Kazan           |       | 72-71 | 98-51 | 79-58 | 85-61 | 94-44 |
| 2    | Maccabi Haïfa   | 16  | 10 | 6  | 4 | 744 | 745 | -1   |  | Bandırma Banvit       | 71-79 |       | 83-64 | 95-76 | 85-61 | 86-60 |
| 3    | Bandırma Banvit | 15  | 10 | 5  | 5 | 795 | 718 | 77   |  | VEF Riga              | 68-86 | 91-77 |       | 73-94 | 80-71 | 78-67 |
| 4    | VEF Riga        | 15  | 10 | 5  | 5 | 721 | 782 | -61  |  | Maccabi Haïfa         | 65-75 | 72-69 | 74-72 |       | 79-60 | 70-75 |
| 5    | BC Kalev        | 13  | 10 | 3  | 7 | 673 | 764 | -91  |  | KK MZT Skopje         | 62-88 | 68-86 | 70-77 | 83-86 |       | 79-70 |
| 6    | KK MZT Skopje   | 11  | 10 | 1  | 9 | 684 | 820 | -136 |  | BC Kalev              | 72-81 | 75-72 | 62-67 | 64-68 | 84-69 |       |

#### Groupe H
| Rang | Équipe                 | Pts | J  | G | P | Pp  | Pc  | Diff |  | Résultats (dom.\ext.)  |       |       |       |       |        |       |
| ---- | ---------------------- | --- | -- | - | - | --- | --- | ---- |  | ---------------------- | ----- | ----- | ----- | ----- | ------ | ----- |
| 1    | Beşiktaş JK            | 17  | 10 | 7 | 3 | 717 | 690 | 27   |  | Spartak St-Pétersbourg |       | 61-64 | 68-69 | 88-75 | 81-68  | 77-88 |
| 2    | Paniónios BC           | 16  | 10 | 6 | 4 | 768 | 755 | 13   |  | Beşiktaş JK            | 58-62 |       | 71-57 | 74-83 | 90-76  | 83-74 |
| 3    | KK Radnički Kragujevac | 15  | 10 | 5 | 5 | 824 | 824 | 0    |  | Paniónios BC           | 76-69 | 77-67 |       | 86-91 | 77-72  | 74-62 |
| 4    | Loimaan Korikonkarit   | 15  | 10 | 5 | 5 | 750 | 769 | -19  |  | Klaipėdos Neptūnas     | 92-74 | 70-72 | 78-86 |       | 97-101 | 85-72 |
| 5    | Klaipėdos Neptūnas     | 14  | 10 | 4 | 6 | 814 | 807 | 7    |  | KK Radnički Kragujevac | 97-80 | 70-77 | 84-77 | 91-81 |        | 92-89 |
| 6    | Spartak St-Pétersbourg | 13  | 10 | 3 | 7 | 733 | 761 | -28  |  | Loimaan Korikonkarit   | 74-73 | 60-61 | 93-89 | 63-62 | 75-73  |       |

Victoire 93-89 (80-80) de Loimaan Korikonkarit contre Paniónios BC après une prolongation.

### Top 32
Le Top 32 se dispute du 7 janvier au 19 février 2014. Les trois premières équipes de chaque groupe de la saison régulière sont rejointes par les équipes classées 5e et 6e de la première phase de l'Euroligue :
- JSF Nanterre (5e du groupe A)
- BK Boudivelnyk Kiev (6e du groupe A)
- Brose Baskets Bamberg (5e du groupe B)
- Strasbourg IG (6e du groupe B)
- Montepaschi Siena (5e du groupe C)
- Stelmet Zielona Góra (6e du groupe C)
- Etoile rouge de Belgrade (5e du groupe D)
- Lietuvos rytas Vilnius (6e du groupe D)

#### Groupe I
| Rang | Équipe          | Pts | J | G | P | Pp  | Pc  | Diff |  | Résultats (dom.\ext.) |       |       |        |       |
| ---- | --------------- | --- | - | - | - | --- | --- | ---- |  | --------------------- | ----- | ----- | ------ | ----- |
| 1    | JSF Nanterre    | 10  | 6 | 4 | 2 | 489 | 472 | 17   |  | JSF Nanterre          |       | 88-84 | 95-77  | 76-57 |
| 2    | Ratiopharm Ulm  | 9   | 6 | 3 | 3 | 507 | 503 | 4    |  | FoxTown Cantù         | 89-74 |       | 97-106 | 84-55 |
| 3    | FoxTown Cantù   | 9   | 6 | 3 | 3 | 519 | 493 | 26   |  | Ratiopharm Ulm        | 86-72 | 77-85 |        | 83-64 |
| 4    | Pınar Karşıyaka | 8   | 6 | 2 | 4 | 438 | 485 | -47  |  | Pınar Karşıyaka       | 79-83 | 93-80 | 90-78  |       |

Victoire 88-84 (63-63, 71-71) de Nanterre contre FoxTown Cantù après deux prolongations.

#### Groupe J
| Rang | Équipe                | Pts | J | G | P | Pp  | Pc  | Diff |  | Résultats (dom.\ext.) |        |        |       |        |
| ---- | --------------------- | --- | - | - | - | --- | --- | ---- |  | --------------------- | ------ | ------ | ----- | ------ |
| 1    | TED Ankara Kolejliler | 10  | 6 | 4 | 2 | 489 | 484 | 5    |  | Brose Baskets Bamberg |        | 83-72  | 70-59 | 84-94  |
| 2    | Sassari               | 9   | 6 | 3 | 3 | 526 | 517 | 9    |  | Sassari               | 102-84 |        | 79-85 | 103-67 |
| 3    | Brose Baskets Bamberg | 9   | 6 | 3 | 3 | 475 | 475 | 0    |  | Gravelines Dunkerque  | 67-86  | 94-95  |       | 86-72  |
| 4    | Gravelines Dunkerque  | 8   | 6 | 2 | 4 | 459 | 473 | -14  |  | TED Ankara Kolejliler | 81-68  | 104-75 | 71-68 |        |

#### Groupe K
| Rang | Équipe            | Pts | J | G | P | Pp  | Pc  | Diff |  | Résultats (dom.\ext.) |       |       |       |        |
| ---- | ----------------- | --- | - | - | - | --- | --- | ---- |  | --------------------- | ----- | ----- | ----- | ------ |
| 1    | BC Khimki Moscou  | 12  | 6 | 6 | 0 | 525 | 421 | 104  |  | Montepaschi Siena     |       | 69-75 | 92-73 | 86-84  |
| 2    | ČEZ Nymburk       | 8   | 6 | 2 | 4 | 470 | 486 | -16  |  | BC Khimki Moscou      | 85-73 |       | 87-48 | 106-85 |
| 3    | Montepaschi Siena | 8   | 6 | 2 | 4 | 461 | 481 | -20  |  | Maccabi Haïfa         | 86-66 | 66-86 |       | 80-75  |
| 4    | Maccabi Haïfa     | 8   | 6 | 2 | 4 | 406 | 474 | -68  |  | ČEZ Nymburk           | 78-75 | 80-86 | 68-53 |        |

Victoire 80-86 (72-72) du BC Khimki Moscou contre ČEZ Nymburk après une prolongation.

#### Groupe L
| Rang | Équipe                   | Pts | J | G | P | Pp  | Pc  | Diff |  | Résultats (dom.\ext.)    |       |       |       |        |
| ---- | ------------------------ | --- | - | - | - | --- | --- | ---- |  | ------------------------ | ----- | ----- | ----- | ------ |
| 1    | BK Nijni Novgorod        | 11  | 6 | 5 | 1 | 468 | 436 | 32   |  | Étoile rouge de Belgrade |       | 74-78 | 84-64 | 105-87 |
| 2    | Étoile rouge de Belgrade | 10  | 6 | 4 | 2 | 501 | 462 | 39   |  | BK Nijni Novgorod        | 86-75 |       | 80-67 | 81-65  |
| 3    | Gescrap Bilbao Basket    | 9   | 6 | 3 | 3 | 494 | 471 | 23   |  | Paniónios BC             | 66-78 | 75-89 |       | 84-88  |
| 4    | Paniónios BC             | 6   | 6 | 0 | 6 | 418 | 512 | -94  |  | Gescrap Bilbao Basket    | 81-85 | 80-54 | 93-62 |        |

#### Groupe M
| Rang | Équipe              | Pts | J | G | P | Pp  | Pc  | Diff |  | Résultats (dom.\ext.) |       |       |       |       |
| ---- | ------------------- | --- | - | - | - | --- | --- | ---- |  | --------------------- | ----- | ----- | ----- | ----- |
| 1    | Hapoël Jérusalem    | 10  | 6 | 4 | 2 | 507 | 489 | 18   |  | BK Boudivelnyk Kiev   |       | 88-76 | 96-93 | 60-59 |
| 2    | BK Boudivelnyk Kiev | 10  | 6 | 4 | 2 | 500 | 491 | 9    |  | Olimpija Ljubljana    | 83-87 |       | 66-69 | 84-80 |
| 3    | Bandırma Banvit     | 9   | 6 | 3 | 3 | 478 | 465 | 13   |  | Hapoël Jérusalem      | 88-84 | 86-77 |       | 92-73 |
| 4    | Olimpija Ljubljana  | 7   | 6 | 1 | 5 | 451 | 491 | -40  |  | Bandırma Banvit       | 92-85 | 81-65 | 93-79 |       |

#### Groupe N
| Rang | Équipe                 | Pts | J | G | P | Pp  | Pc  | Diff |  | Résultats (dom.\ext.)  |       |       |       |       |
| ---- | ---------------------- | --- | - | - | - | --- | --- | ---- |  | ---------------------- | ----- | ----- | ----- | ----- |
| 1    | ALBA Berlin            | 11  | 6 | 5 | 1 | 479 | 442 | 37   |  | Strasbourg IG          |       | 78-75 | 72-78 | 80-76 |
| 2    | Khimik Youjne          | 9   | 6 | 3 | 3 | 429 | 444 | -15  |  | ALBA Berlin            | 72-70 |       | 87-71 | 92-83 |
| 3    | KK Radnički Kragujevac | 8   | 6 | 2 | 4 | 480 | 480 | 0    |  | Khimik Youjne          | 74-63 | 65-68 |       | 73-68 |
| 4    | Strasbourg IG          | 8   | 6 | 2 | 4 | 445 | 467 | -22  |  | KK Radnički Kragujevac | 92-82 | 75-85 | 86-68 |       |

Victoire 65-68 (59-59) de l'ALBA Berlin contre Khimik Youjne après une prolongation.

#### Groupe O
| Rang | Équipe               | Pts | J | G | P | Pp  | Pc  | Diff |  | Résultats (dom.\ext.) |       |       |        |       |
| ---- | -------------------- | --- | - | - | - | --- | --- | ---- |  | --------------------- | ----- | ----- | ------ | ----- |
| 1    | UNICS Kazan          | 11  | 6 | 5 | 1 | 461 | 425 | 36   |  | Stelmet Zielona Góra  |       | 72-77 | 80-84  | 82-77 |
| 2    | Valencia Basket      | 9   | 6 | 3 | 3 | 500 | 431 | 69   |  | UNICS Kazan           | 82-64 |       | 69-63  | 82-75 |
| 3    | Telenet Oostende     | 9   | 6 | 3 | 3 | 439 | 483 | -44  |  | Telenet Oostende      | 76-74 | 78-75 |        | 64-84 |
| 4    | Stelmet Zielona Góra | 7   | 6 | 1 | 5 | 425 | 486 | -61  |  | Valencia Basket       | 90-53 | 73-76 | 101-74 |       |

#### Groupe P
| Rang | Équipe                 | Pts | J | G | P | Pp  | Pc  | Diff |  | Résultats (dom.\ext.)  |       |         |       |       |
| ---- | ---------------------- | --- | - | - | - | --- | --- | ---- |  | ---------------------- | ----- | ------- | ----- | ----- |
| 1    | Lietuvos Rytas Vilnius | 10  | 6 | 4 | 2 | 491 | 492 | -1   |  | Lietuvos Rytas Vilnius |       | 101-103 | 75-74 | 87-75 |
| 2    | Beşiktaş JK            | 10  | 6 | 4 | 2 | 441 | 452 | -11  |  | Beşiktaş JK            | 63-84 |         | 55-58 | 70-63 |
| 3    | Cedevita Zagreb        | 8   | 6 | 2 | 4 | 433 | 429 | 4    |  | Cedevita Zagreb        | 83-84 | 69-71   |       | 74-77 |
| 4    | Basket Zaragoza        | 8   | 6 | 2 | 4 | 453 | 445 | 8    |  | Basket Zaragoza        | 94-60 | 77-79   | 67-75 |       |

### Huitièmes de finale
Les huitièmes de finale se disputent en deux manches sèches les 4 et 12 mars 2014. Le vainqueur est déterminé par l'addition des points marqués lors des deux rencontres. L'équipe indiquée comme no 1 est celle qui reçoit au match retour.
| Équipe no 1            | Total     | Équipe no 2              | Aller   | Retour  |
| ---------------------- | --------- | ------------------------ | ------- | ------- |
| JSF Nanterre           | 153 – 162 | BK Boudivelnyk Kiev      | 82 – 86 | 71 – 76 |
| TED Ankara Kolejliler  | 143 – 135 | Khimik Youjne            | 71 – 75 | 72 – 60 |
| BC Khimki Moscou       | 156 – 157 | Valencia Basket          | 59 – 75 | 97 – 82 |
| BK Nijni Novgorod      | 166 – 159 | Beşiktaş JK              | 71 – 88 | 95 – 71 |
| Hapoël Jérusalem       | 168 – 154 | Ratiopharm Ulm           | 87 – 89 | 81 – 65 |
| ALBA Berlin            | 187 – 176 | Sassari                  | 91 – 83 | 96 – 93 |
| UNICS Kazan            | 167 – 117 | ČEZ Nymburk              | 91 – 58 | 76 – 59 |
| Lietuvos Rytas Vilnius | 164 – 168 | Étoile rouge de Belgrade | 82 – 88 | 82 – 80 |

### Quarts de finale
Les quarts de finale se disputent en deux manches sèches les 18 et 25 mars 2014. Le vainqueur est déterminé par l'addition des points marqués lors des deux rencontres. L'équipe indiquée comme numéro 1 est celle qui reçoit au match retour.
| Équipe no 1              | Total   | Équipe no 2           | Aller | Retour |
| ------------------------ | ------- | --------------------- | ----- | ------ |
| Étoile rouge de Belgrade | 158-152 | BK Boudivelnyk Kiev   | 79-82 | 79-70  |
| UNICS Kazan              | 169-120 | TED Ankara Kolejliler | 81-68 | 88-52  |
| ALBA Berlin              | 132-159 | Valencia Basket       | 54-86 | 78-73  |
| BK Nijni Novgorod        | 166-153 | Hapoël Jérusalem      | 78-81 | 88-72  |

### Demi-finales
Les demi-finales se disputent en deux manches sèches les 1er, 2 et 9 avril 2014. Le vainqueur est déterminé par l'addition des points marqués lors des deux rencontres. L'équipe indiquée comme numéro 1 est celle qui reçoit au match retour.
| Équipe no 1       | Total   | Équipe no 2              | Aller | Retour |
| ----------------- | ------- | ------------------------ | ----- | ------ |
| BK Nijni Novgorod | 128-163 | Valencia Basket          | 75-84 | 53-79  |
| UNICS Kazan       | 136-130 | Étoile rouge de Belgrade | 52-63 | 84-67  |

### Finale
La finale se dispute en deux manches sèches les 1er et 7 mai 2014. Le vainqueur est déterminé par l'addition des points marqués lors des deux rencontres. L'équipe indiquée comme numéro 1 est celle qui reçoit au match retour.
| Équipe no 1 | Total   | Équipe no 2     | Aller | Retour |
| ----------- | ------- | --------------- | ----- | ------ |
| UNICS Kazan | 140-165 | Valencia Basket | 67-80 | 73-85  |

## Récompenses individuelles

### Récompenses annuelles
- MVP de la saison régulière :  Andrew Goudelock (UNICS Kazan)[2]
- MVP des finales :  Justin Doellman (Valencia BC)[3]
- Entraîneur de l'année :  Andrea Trinchieri (UNICS Kazan)[4]
- Révélation de l'année :  Bojan Dubljević (Valencia BC)[5]
- Premier et deuxième cinq majeur[6]

| Position           | Meilleur cinq majeur d'Eurocoupe | Équipe                | Deuxième cinq majeur | Équipe                |
| ------------------ | -------------------------------- | --------------------- | -------------------- | --------------------- |
| Arrière            | DeMarcus Nelson                  | Étoile rouge          | Yotam Halperin       | Hapoël Jérusalem      |
| Arrière            | Andrew Goudelock                 | UNICS Kazan           | Reggie Redding       | ALBA Berlin           |
| Ailier             | Dijon Thompson                   | BK Nijni Novgorod     | Caleb Green          | Dinamo Basket Sassari |
| Ailier fort, pivot | Justin Doellman                  | Valencia BC           | Bojan Dubljević      | Valencia BC           |
| Ailier fort, pivot | Vladimir Golubović               | TED Ankara Kolejliler | Darjuš Lavrinovič    | Boudivelnyk Kiev      |

### Récompenses hebdomadaires

#### MVP par journée

##### Saison régulière
| Journée | Joueur             | Équipe                | Éval. |
| ------- | ------------------ | --------------------- | ----- |
| 1       | Pietro Aradori     | Pallacanestro Cantù   | 36    |
| 2       | Mouphtaou Yarou    | Radnički Kragujevac   | 41    |
| 3       | Donta Smith        | Maccabi Haïfa         | 41    |
| 4       | Joe Ragland        | Pallacanestro Cantù   | 36    |
| 5       | Mike Green         | BC Khimki Moscou      | 34    |
| 6       | Vladimir Golubović | TED Ankara Kolejliler | 36    |
| 7       | Sasu Salin         | Union Olimpija        | 32    |
| 8       | Marc Carter        | Paniónios BC          | 34    |
| 9       | Jason Love         | Belfius Mons-Hainaut  | 34    |
| 10      | Alando Tucker      | Lukoil Academic Sofia | 43    |

##### Top 32
| Journée | Joueur             | Équipe                | Éval. |
| ------- | ------------------ | --------------------- | ----- |
| 1       | Omar Thomas        | Dinamo Basket Sassari | 30    |
| 2       | Trenton Meacham    | JSF Nanterre          | 33    |
| 3       | Donta Smith        | Maccabi Haïfa         | 40    |
| 4       | Esteban Batista    | Pınar Karşıyaka       | 46    |
| 5       | Vladimir Golubović | TED Ankara Kolejliler | 51    |
| 6       | Caleb Green        | Dinamo Basket Sassari | 34    |

##### Huitièmes de finale
| Journée | Joueur             | Équipe                | Éval. |
| ------- | ------------------ | --------------------- | ----- |
| 1       | Darjuš Lavrinovič  | Boudivelnyk Kiev      | 38    |
| 2       | Vladimir Golubović | TED Ankara Kolejliler | 38    |

##### Quarts de finale
| Journée | Joueur          | Équipe      | Éval. |
| ------- | --------------- | ----------- | ----- |
| 1       | Justin Doellman | Valencia BC | 34    |
| 2       | Reggie Redding  | ALBA Berlin | 40    |

##### Demi-finales
| Journée | Joueur          | Équipe      | Éval. |
| ------- | --------------- | ----------- | ----- |
| 1       | Bojan Dubljević | Valencia BC | 31    |
| 2       | Níkos Zísis     | UNICS Kazan | 31    |